# Venus från Dolní Věstonice

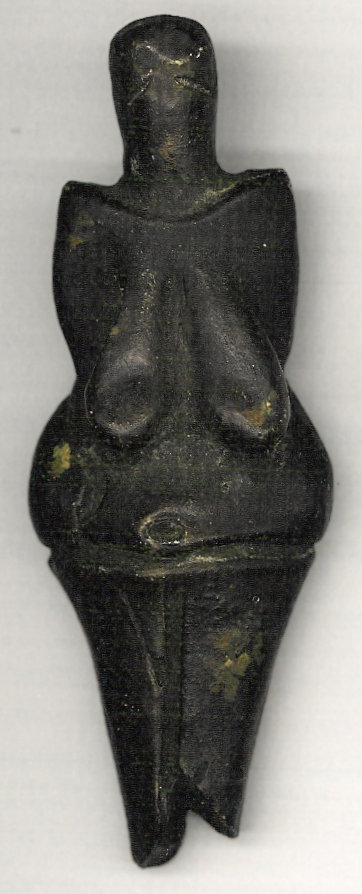
Venus från Dolní Věstonice

Venus från Dolní Věstonice är en venusfigurin av keramik, som återfunnits söder om Brno i Tjeckiska republiken.
Venus från Dolní Věstonice är 11,1 cm hög, 4,3 cm som bredast och är tillverkad av lera som uppvärmts vid förhållandevis låg temperatur. Den dateras till gravettienkulturen, omkring 25 000–29 000 år före Kristus. Den tillhör, tillsammans med några få andra artefakter från närbelägna fyndplatser, de äldsta kända keramikfynden i världen och är föregångare till keramik som eldats i ugn. Materialet som använts är lokal lössjord med endast spår av lera. Spår av färgpigment saknas.
Bebyggelsen från paleolitikum i Dolní Věstonice i Mähren har systematiskt grävts ut sedan 1924 på initiativ av Karel Absolon. Där har återfunnits figurer av björnar, lejon, mammutar, hästar, rävar, noshörningar och ugglor samt över 2 000 bollar av bränd lera. 
Venusfigurinen hittades 13 juli 1925 i ett asklager och var sönderbruten i två delar. 
Föremålet förvaras och visas i länsmuseet i Brno.

## Foton

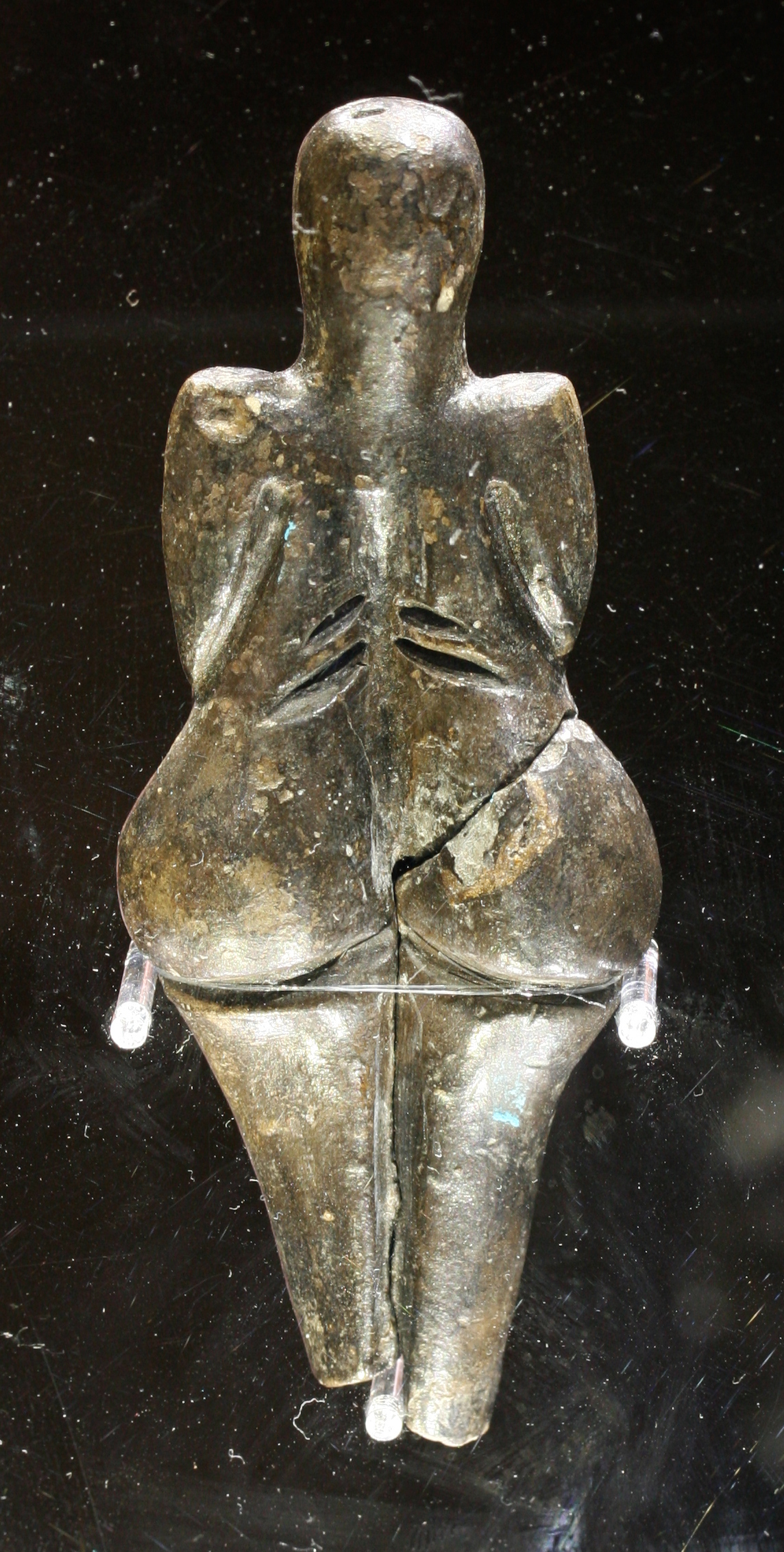
Venus från Dolní Věstonice bakifrån
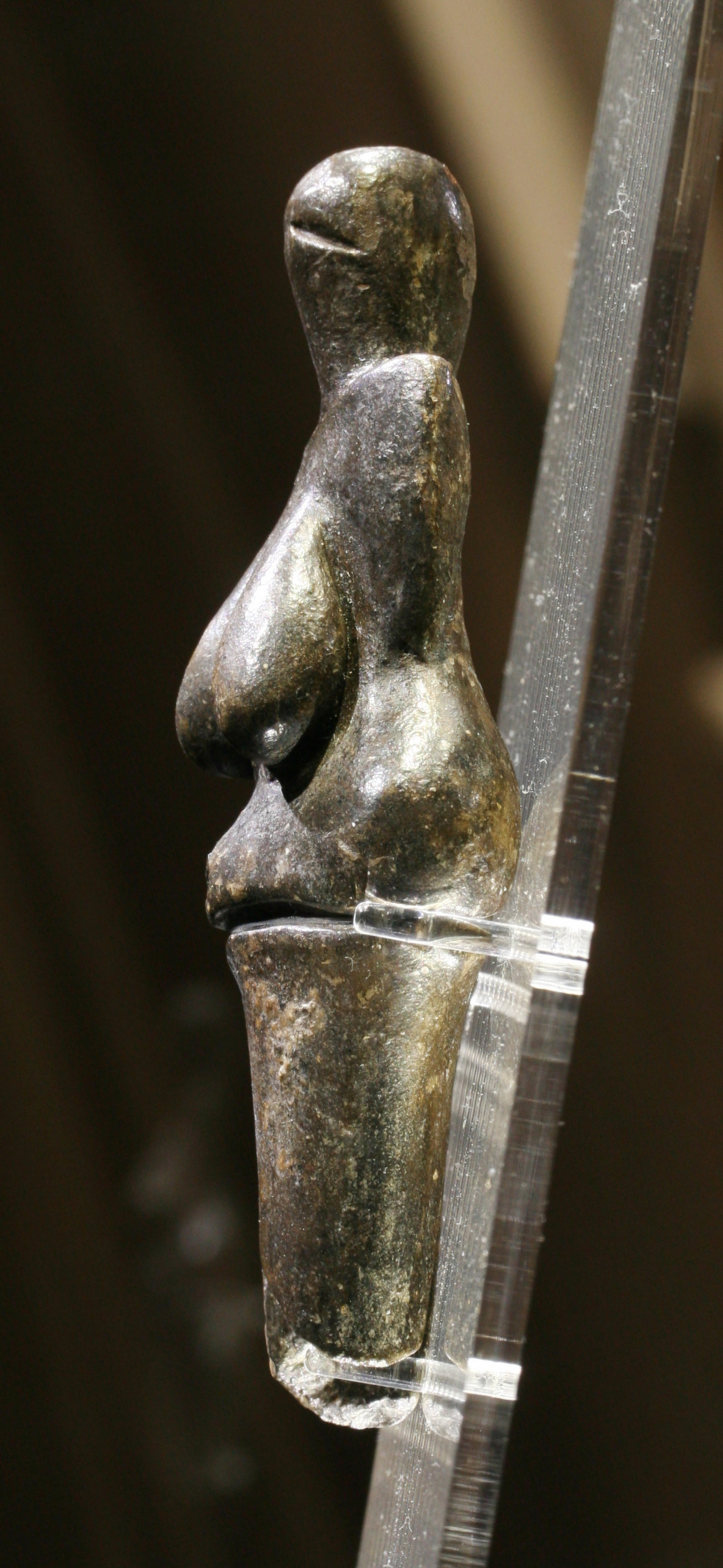
Venus från Dolní Věstonice, vänster sida
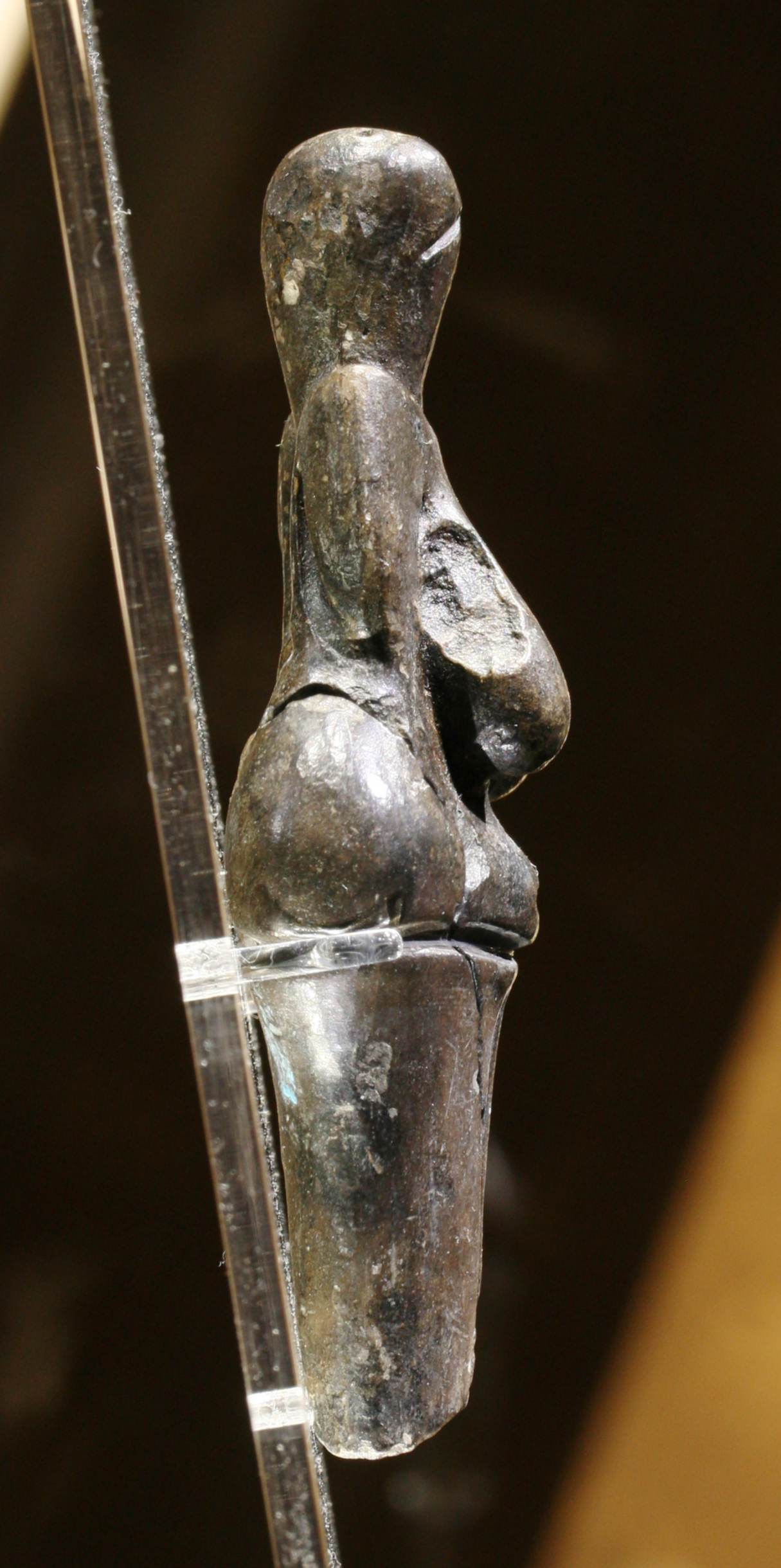
Venus från Dolní Věstonice, höger sida